# Famille Notaras
Les Notarás (ou Notaras, Notara, Nottara) sont une famille aristocratique grecque originaire de la région de Corinthe, dans le Péloponnèse. Faisant remonter leurs origines à la période byzantine, avec Lucas Notaras, ils ont donné plusieurs religieux à l'Église orthodoxe grecque, plusieurs hommes politiques au royaume hellène et une dynastie d'artistes à la Roumanie.

## Notaras de Byzance
- Lucas Notaras (d. 1453), dernier grand-amiral et grand-duc de l'Empire byzantin ;
- Anna Notaras (dates inconnues), aristocrate byzantine (fille du précédent).

## Notaras de Corinthie
- Gerasimos de Céphalonie (1506–1579), moine et saint-patron de Céphalonie ;
- Dosithée II de Jérusalem (1641-1707), patriarche de Jérusalem de 1669 à 1707 ;
- Chrysanthe Ier de Jérusalem (v. 1655-1731), patriarche de Jérusalem de 1707 à 1731 (neveu du précédent) ;
- Macaire de Corinthe (1731-1805), métropolite de Corinthe et saint orthodoxe ;
- Spyridon Notaras, primat de Corinthie
  - Panoútsos Notarás (vers 1740-1849), homme politique, président du Corps législatif, président de l'Assemblée nationale en 1843 ;
  - Sotirios Notaras, acteur de la guerre d'indépendance, marié à Maria Zaïmis, sœur d'Andréas Zaïmis (frère du précédent) ;
    - Ioannis Notaras (1805-1827), militaire mort à la bataille de Phalère, (fils du précédent) ;
    - une fille, fiancée à Georgios Mavromichalis (sœur du précédent) ;
    - Andréas Notaras (1810-1893), député, gendre de Yeóryios Karaïskákis (frère de la précédente) ;

- - Panagiótis Notarás (1803-1873), acteur de la guerre d'indépendance, chambellan du roi Othon Ier de Grèce (cousin des précédents) ;

## Notaras de Roumanie
- Constantin I. Notaras (ro) (1859-1935), acteur en Roumanie ;
- Constantin C. Notaras (ro) (1890-1951), fils du précédent, compositeur.